# Was Gott tut, das ist wohlgetan (BWV 100)
Pour les articles homonymes, voir Was Gott tut, das ist wohlgetan.
Was Gott tut, das ist wohlgetan, (Ce que Dieu fait est bien fait) (BWV 100), est une cantate religieuse de Johann Sebastian Bach composée à Leipzig en 1732-1735 pour le 15e dimanche après la Trinité ou un autre jour liturgique.
Bach reprend intégralement le texte du psaume homonyme de Samuel Rodigast et la mélodie est de Severius Gastorius .

## Structure et instrumentation
La cantate est écrite pour deux cors, timbales, flûte traversière, hautbois d'amour, deux violons, alto, violoncelle, violone, basse continue, quatre solistes (soprano, alto, ténor, basse) et chœur à quatre voix.
Il y a six mouvements :
1. chœur : Was Gott tut, das ist wohlgetan, es bleibt gerecht sein Wille
2. aria (alto, ténor) : Was Gott tut, das ist wohlgetan, er wird mich nicht betrügen
3. aria (soprano) : Was Gott tut, das ist wohlgetan, er wird mich wohl bedenken
4. aria (basse) : Was Gott tut, das ist wohlgetan, er ist mein Licht und Leben
5. aria (alto) : Was Gott tut, das its wohlgetan! Muss ich den Kelch gleich schmecken
6. chœur : Was Gott tut, das ist wohlgetan, dabei will ich verbleiben